# پورزند سفلی
پورزند سفلی یا بورزند سفلی یا پورزند پایین یکی از روستاهای دهستان لواسان بزرگ بخش لواسانات در شهرستان شمیرانات استان تهران ایران است.این روستا روستای بسیار ارامی است

## جمعیت
جمعیت این روستا بر اساس سرشماری سال ۱۳۸۵ حدود ۱۱ نفر در چهار خانوار بوده است.